# Killing for Revenge
Killing for Revenge är det amerikanska death metal-bandet Six Feet Unders fjortonde studioalbum. Den släpptes den 10 maj 2024 på etiketten Metal Blade Records som CD, LP och digital nedladdning.

## Låtlista
1. Know-Nothing Ingrate
2. Accomplice to Evil Deeds
3. Ascension
4. When the Moon Goes Down in Blood
5. Hostility Against Mankind
6. Compulsive
7. Fit of Carnage
8. Neanderthal (gitarrsolo Jason Suecof)
9. Judgement Day
10. Bestial Savagery
11. Mass Casualty Murdercide
12. Spoils of War
13. Hair of the Dog (Nazareth-cover; endast CD och digital nedladdning)

## Medverkande
- Chris Barnes – sång
- Jack Owen – gitarr
- Ray Suhy – gitarr
- Jeff Hughell – basgitarr
- Marco Pitruzzella – trummor